# Liste der Wappen in Schleswig-Holstein
Diese Liste zeigt die Wappen des Landes Schleswig-Holstein mit seinen Kreisen und kreisfreien Städten.

## Landeswappen

Karte Schleswig-Holstein, Deutschland
Landeswappen Schleswig-Holstein[1] (Details)
Wappenzeichen

## Kreisfreie Städte

Flensburg[2] (Artikel)
Kiel[3] (Artikel)
Lübeck[4] (Artikel)
Neumünster[5]

## Kreise

Dithmarschen[6] (Details)
Herzogtum Lauenburg[7] (Details)
Nordfriesland[8] (Details)
Ostholstein[9]
Pinneberg[10] (Details)
Plön[11]
Rendsburg-Eckernförde[12]
Schleswig-Flensburg[13]
Segeberg[14]
Steinburg[15]
Stormarn[16] (Details)

## Ehemalige Kreise

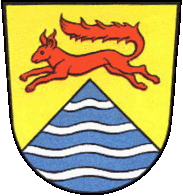
Eckernförde
Eiderstedt[18]
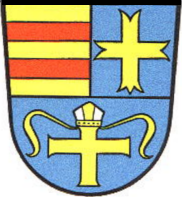
Eutin
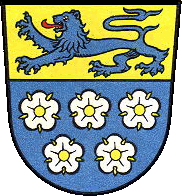
Flensburg-Land
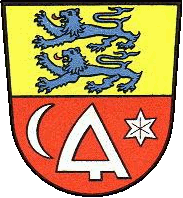
Husum
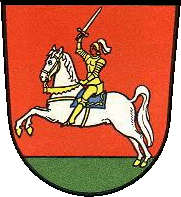
Norderdithmarschen
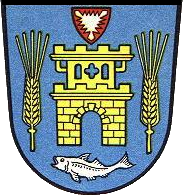
Oldenburg in Holstein
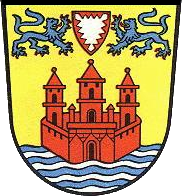
Rendsburg
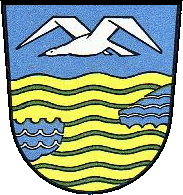
Schleswig
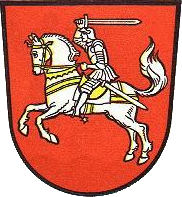
Süderdithmarschen
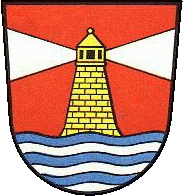
Südtondern

## Blasonierungen
1. ↑  Land Schleswig-Holstein: „Das Landeswappen zeigt in gespaltenem Schild rechts auf goldenem Grund zwei blaue, nach innen gewandte, rot bewehrte, schreitende Löwen, links in Rot ein silbernes Nesselblatt.“ (Gesetz über die Hoheitszeichen des Landes Schleswig-Holstein Vom 18. Januar 1957 i.d.F.d.B. v. 31. Dezember 1971 (Memento des Originals vom 10. Oktober 2007 im Internet Archive)  Info: Der Archivlink wurde automatisch eingesetzt und noch nicht geprüft. Bitte prüfe Original- und Archivlink gemäß Anleitung und entferne dann diesen Hinweis.)
2. ↑  Flensburg: „In Gold über blauem Wellenschildfuß ein sechseckiger roter Turm mit blauem Spitzdach, aus dem übereinander zwei herschauende, rot gezungte blaue Löwen hervorbrechen; oben ein roter Schild mit silbernem Nesselblatt.“ (Kommunale Wappenrolle Schleswig-Holstein)
3. ↑  Kiel: „In Rot das silberne holsteinische Nesselblatt, belegt mit einem gemauerten schwarzen Boot.“ (Kommunale Wappenrolle Schleswig-Holstein)
4. ↑  Lübeck: „In Gold ein rot bewehrter schwarzer Doppeladler mit einem von Silber und Rot geteilten Brustschild. Im großen Wappen halten zwei goldene Löwen den Schild; auf diesem ein Helm mit einköpfigem schwarzem Adler als Zier und silbern-roten Decken.“ (Kommunale Wappenrolle Schleswig-Holstein)
5. ↑  Neumünster: „In Rot eine silberne Fabrikanlage mit fünf Schloten, darunter ein silberner Schwan mit goldener Halskrone; über ihm schwebend ein silbernes Nesselblatt.“ (Kommunale Wappenrolle Schleswig-Holstein)
6. ↑  Kreis Dithmarschen: „In Rot auf silbernem galoppierenden Pferd mit goldenem Sattel, goldenem Zaumzeug und blauer Satteldecke ein golden gerüsteter, ein silbernes Schwert über dem Kopf schwingender Reiter mit silbernem Helmbusch.“ (Kommunale Wappenrolle Schleswig-Holstein)
7. ↑  Kreis Herzogtum Lauenburg: „In Rot mit zwölffach von Silber und Schwarz gestücktem Bord ein rechtsgewendeter silberner Pferdekopf. Über dem Schild eine goldene Königskrone.“ (Kommunale Wappenrolle Schleswig-Holstein)
8. ↑  Kreis Nordfriesland: „In Blau drei goldene dreimastige Schiffe im Stil des 16. Jahrhunderts in der Stellung 2 : 1 mit goldenen Segeln und roten Wimpeln; auf den Großsegeln je ein rotes Beizeichen (1. Pflug, 2. Fisch, 3. Stierkopf).“ (Kommunale Wappenrolle Schleswig-Holstein)
9. ↑  Kreis Ostholstein: „In Blau ein wachsender, silberner zweistöckiger Turm, das untere Stockwerk gemauert, mit rundbogiger Toröffnung und mit Zinnen, das obere glatt, zurückspringend und mit beiderseits ausladenden Zinnen; darüber ein goldenes, gleichschenkliges und geradarmiges Tatzenkreuz, oben besteckt mit einer silbernen, oben und unten von silbernen Perlen eingefassten Bischofsmütze mit goldenen fliegenden Bändern.“ (Kommunale Wappenrolle Schleswig-Holstein)
10. ↑  Kreis Pinneberg: „In Rot das silberne holsteinische Nesselblatt, belegt mit einer stilisierten grünen Tanne, die goldene Wurzeln hat.“ (Kommunale Wappenrolle Schleswig-Holstein)
11. ↑  Kreis Plön: „Durch einen silbernen Wellenbalken von Rot und Blau geteilt. Oben das silberne holsteinische Nesselblatt, begleitet rechts von einem silbernen Eichenblatt, links von einer silbernen Ähre; unten ein silberner Fisch.“ (Kommunale Wappenrolle Schleswig-Holstein)
12. ↑  Kreis Rendsburg-Eckernförde: „Schräglinks im Wellenschnitt geteilt. Oben in Gold die beiden schreitenden, blauen Schleswiger Löwen übereinander, unten in Rot das silberne holsteinische Nesselblatt.“ (Kommunale Wappenrolle Schleswig-Holstein)
13. ↑  Kreis Schleswig-Flensburg: „Über blauem, mit zwei silbernen Wellenfäden belegtem Wellenschildfuß von Blau und Gold schräglinks geteilt mit zwei schreitenden, rot bewehrten Löwen in verwechselten Farben.“ (Kommunale Wappenrolle Schleswig-Holstein)
14. ↑  Kreis Segeberg: „In Silber ein aus vier spitzbedachten roten Ziegeltürmen bestehendes Kreuz, bewinkelt von vier grünen Seerosenblättern und in seiner ausgebrochenen Kreuzungsstelle belegt mit dem holsteinischen Wappenschild: in Rot ein silbernes Nesselblatt.“ (Kommunale Wappenrolle Schleswig-Holstein)
15. ↑  Kreis Steinburg: „In Rot über blauen Wellen eine silberne Burg mit drei blau bedachten Zinnentürmen; unter dem Zinnenkranz aufgelegt drei Schilde: 1. in Blau der silbern und golden gekleidete Christus mit zum Segen erhobener Rechten, in der Linken die rote Weltkugel haltend; 2. in Rot ein silbernes Nesselblatt; 3. in Rot ein flugbereiter silberner Schwan mit einer goldenen Krone um den Hals.“ (Kommunale Wappenrolle Schleswig-Holstein)
16. ↑  Kreis Stormarn: „In Rot ein nach rechts schreitender silberner Schwan in Kampfstellung mit erhobenen Flügeln und einer goldenen Krone um den Hals.“ (Kommunale Wappenrolle Schleswig-Holstein)
17. ↑  Kreis Eckernförde: „In Gold ein nach rechts springendes rotes Eichhörnchen über einer mit blau-silbernen Wellen ausgefüllten Spitze.“ (Schlothfeldt Schleswig-Holsteinische Kreis- und Ortswappen)
18. ↑  Kreis Eiderstedt: „In Blau drei rechtshin segelnde dreimastige goldene Schiffe (2:1) mit silbernen Segeln und roten Wimpeln. Auf dem Großsegel je das Zeichen der drei Eiderstedter Harden: Utholm, ein hervorbrechender blauer Leopard; Everschop, eine blaue Karausche; Eiderstedt, ein roter Ochsenkopf.“ (Schlothfeldt Schleswig-Holsteinische Kreis- und Ortswappen)
19. ↑  Kreis Eutin: „Schild halb gespalten, halb geteilt, oben rechts in Gold zwei rote Querbalken, oben links in Blau ein goldenes Nadelspitzkreuz, unten in Blau ein goldenes Kreuz, das eine goldene Bischofsmütze mit fliegenden Bändern trägt.“ (Schlothfeldt Schleswig-Holsteinische Kreis- und Ortswappen)
20. ↑  Kreis Flensburg-Land: „Im geteilten Schild oben in Gold ein nach rechts schreitender rot bewehrter blauer Löwe, unten in Blau fünf (3:2) silberne Rosen.“ (Schlothfeldt Schleswig-Holsteinische Kreis- und Ortswappen)
21. ↑  Kreis Husum: „Im geteilten Schild oben in Gold die beiden schleswigschen Löwen, unten in Rot ein silbernes Pflugeisen, rechts begleitet von einer silbernen Mondsichel, links von einem sechsstrahligen silbernen Stern.“ (Schlothfeldt Schleswig-Holsteinische Kreis- und Ortswappen)
22. ↑  Kreis Norderdithmarschen: „In Rot über grünem Boden auf golden gezäumtem und blau gesatteltem silbernen Pferd sprengend ein Ritter in goldener Rüstung, der mit der Rechten ein silbernes Schwert über dem Kopf schwingt.“ (Stadler Deutsche Wappen, Band 1)
23. ↑  Kreis Oldenburg in Holstein: „In Blau, über einem silbernen Fisch eine goldene zweistöckige Burg mit offenem Tor, beiderseits begleitet von je einer goldenen Ähre. Über den Burgzinnen schwebt der rote holsteinische Schild mit dem silbernen Nesselblatt.“ (Schlothfeldt Schleswig-Holsteinische Kreis- und Ortswappen)
24. ↑  Kreis Rendsburg: „In Gold, über blau-silbernen Wellen eine dreitürmige rote Burg; im Schildhaupt der rote holsteinische Schild mit dem silbernen Nesselblatt, flankiert von den beiden schleswigschen rotbewehrten blauen Löwen.“ (Schlothfeldt Schleswig-Holsteinische Kreis- und Ortswappen)
25. ↑  Kreis Schleswig: „In Blau unter einer nach rechts schwebenden silbernen Möwe ein goldenes, mit grünen Wellenlinien durchzogenes Ährenfeld, das rechts von blauem Wasser mit weißen spitzen Wellenköpfen und links von blauem Wasser mit weißen runden Wellenköpfen eingeschnitten ist.“ (Schlothfeldt Schleswig-Holsteinische Kreis- und Ortswappen)
26. ↑  Kreis Süderdithmarschen: „In Rot auf silbernem, nach rechts sprengendem Ross ein Ritter in silberner Rüstung, in der Rechten sein zum Schlag erhobenes silbernes Schwert schwingend.“ (Schlothfeldt Schleswig-Holsteinische Kreis- und Ortswappen)
27. ↑  Kreis Südtondern: „In Rot über blau-silbernen Wellen im Schildfuß ein goldener Leuchtturm, von dessen Fenstern nach beiden Seiten je ein silbernes Strahlenbündel ausgeht.“ (Schlothfeldt Schleswig-Holsteinische Kreis- und Ortswappen)